# Jean-Pascal Delamuraz
Jean-Pascal Delamuraz (* 1. April 1936 in Vevey; † 4. Oktober 1998 in Lausanne; heimatberechtigt in Longirod) war ein Schweizer Politiker (FDP).

## Biografie
Delamuraz studierte Politikwissenschaften an der Universität Lausanne und schloss sein Studium im Jahr 1960 ab.
Sein erstes politisches Amt übte er als Gemeinderat von Lausanne aus. Im Jahre 1969 wechselte er in den Stadtrat und hatte dort Einsitz bis 1981. Vom Stimmvolk des Kantons Waadt wurde Delamuraz 1975 in den Nationalrat gewählt und 1981 in den Staatsrat des Kantons Waadt. Dort stand er dem Departement für Landwirtschaft, Handel und Industrie vor.
Jean-Pascal Delamuraz wurde am 7. Dezember 1983 mit 130 von 246 Stimmen im 1. Wahlgang in den Bundesrat gewählt und 1987 mit 194 von 244 Stimmen, 1991 mit 172 von 240 Stimmen und 1995 mit 193 von 242 Stimmen im Amt bestätigt. Am 14. Januar 1998 gab er aus gesundheitlichen Gründen seinen Rücktritt bekannt und übergab sein Amt am 30. März 1998 an seinen Nachfolger Pascal Couchepin. Knapp sechs Monate später erlag er seinem Krebsleiden.
Delamuraz war vor allem im Welschland ein sehr beliebter Politiker. Er war ein ausgewiesener Befürworter des EU-Beitritts der Schweiz. Während seiner Amtszeit stand er den folgenden Departementen vor:
- 1984–1986: Eidgenössisches Militärdepartement
- 1987–1998: Eidgenössisches Volkswirtschaftsdepartement

Er war Bundespräsident in den Jahren 1989 und 1996 und Vizepräsident in den Jahren 1988 und 1995.

## Dokumentarfilme
- 1991: Gesichter der Schweiz von Simon Edelstein u. a. Dokumentarfilm zur 700-Jahre-Jubiläumsfeier der Eidgenossenschaft. Episode: Jean-Pascal Delamuraz
- 2016:  Daniel Wyss: Delamuraz. 72 Minuten (über den Film auf nzz.ch)